# Kortbaneløb på skøjter under vinter-OL 2010 – Kvindernes 500 meter
Kvindernes 500 meter Short Track under Vinter-OL 2010 startede 13. februar med de indledende heats. Finalen afholdes 17. februar 2010 i Pacific Coliseum.

## Resultater

### Indledende Heats
Der blev afholdt 8 indledende heats, med 4 skøjtere i hver. De to bedste skøjtere i hvert heat kvalificerede sig til kvartfinalerne.
| Heat | Name                      | Country        | Time     | Notes |
| ---- | ------------------------- | -------------- | -------- | ----- |
| 1    | Katherine Reutter         | USA            | 44.187   | Q     |
| 1    | Cho Ha-Ri                 | Sydkorea       | 44.313   | Q     |
| 1    | Stéphanie Bouvier         | Frankrig       | 44.376   |       |
| 1    | Aika Klein                | Tyskland       | 45.186   |       |
| 2    | Marianne St-Gelais        | Canada         | 44.708   | Q     |
| 2    | Sarah Lindsay             | Storbritannien | 44.716   | Q     |
| 2    | Tatiana Borodulina        | Australien     | 44.901   |       |
| 2    | Valeriya Potemkina        | Rusland        | 44.952   |       |
| 3    | Wang Meng                 | Kina           | 43.926   | OR, Q |
| 3    | Kateřina Novotná          | Tjekkiet       | 44.614   | Q     |
| 3    | Cecilia Maffei            | Italien        | 44.948   |       |
| 3    | Patrycja Maliszewska      | Polen          | 58.649   |       |
| 4    | Lee Eun-Byul              | Sydkorea       | 44.000   | Q     |
| 4    | Jessica Gregg             | Canada         | 44.009   | Q     |
| 4    | Jorien ter Mors           | Holland        | 45.120   |       |
| 4    | Martina Valcepina         | Italien        | 1:08.173 |       |
| 5    | Arianna Fontana           | Italien        | 44.482   | Q     |
| 5    | Alyson Dudek              | USA            | 44.560   | Q     |
| 5    | Annita van Doorn          | Holland        | 44.751   |       |
| 5    | Biba Sakurai              | Japan          | 45.146   |       |
| 6    | Zhou Yang                 | Kina           | 44.115   | Q     |
| 6    | Kalyna Roberge            | Canada         | 44.254   | Q     |
| 6    | Liesbeth Mau Asam         | Holland        | 45.135   |       |
| 6    | Yui Sakai                 | Japan          | 44.341   |       |
| 7    | Park Seung-Hi             | Sydkorea       | 44.221   | Q     |
| 7    | Elise Christie            | Storbritannien | 44.374   | Q     |
| 7    | Erika Huszar              | Ungarn         | 44.537   |       |
| 7    | Marina Georgieva-Nikolova | Bulgarien      | –        | DISK  |
| 8    | Evgenia Radanova          | Bulgarien      | 45.125   | Q     |
| 8    | Veronique Pierron         | Frankrig       | 45.218   | Q     |
| 8    | Han Yueshuang             | Hongkong       | 48.625   |       |
| 8    | Zhao Nannan               | Kina           | 1:02.132 |       |

Q = Kvalificeret, OR = Olympisk rekord, DISK = Diskvalificeret.

### Kvartfinaler
Tekst mangler, hjælp os med at skrive teksten

### Semifinaler
Tekst mangler, hjælp os med at skrive teksten

### Finaler

#### Finale B (Klassifikationsrunde)
| Nr. | Navn              | Land     | Tid    | Noter |
| --- | ----------------- | -------- | ------ | ----- |
| 5   | Zhou Yang         | Kina     | 44.725 |       |
| 6   | Kalyna Roberge    | Canada   | 44.824 |       |
| 7   | Katherine Reutter | USA      | 44.846 |       |
| 8   | Lee Eun-byul      | Sydkorea | 44.860 |       |

#### Finale A (Medaljerunde)
| Nr. | Navn               | Land    | Tid    | Noter |
| --- | ------------------ | ------- | ------ | ----- |
| 1   | Wang Meng          | Kina    | 43.048 |       |
| 2   | Marianne St-Gelais | Canada  | 43.707 |       |
| 3   | Arianna Fontana    | Italien | 43.804 |       |
| 4   | Jessica Gregg      | Canada  | 44.204 |       |